# Te esperaré (película)
Te esperaré es un largometraje del realizador argentino Alberto Lecchi, estrenado en 2017.

## Sinopsis
El hallazgo de los restos de su padre, un republicano español exiliado que luchó contra la dictadura argentina (1976-1983), convulsiona la vida de Ariel, un arquitecto porteño maduro. La situación se tuerce más cuando llega a Argentina un escritor español que prepara el tercer tomo de una biografía novelada de su padre.

## Reparto
- Hugo Arana: Leiva
- Augusto Brítez: Rodríguez
- Ana Celentano: Paula
- Sofía Del Tuffo: Leonor
- Juan Echanove: Juan Benítez
- Inés Estévez: Laura
- Lucas Ferraro: Martín
- Darío Grandinetti: Ariel Creu Lermanh
- Juan Grandinetti: Federico Creu
- Blanca Jara: María
- Jorge Marrale: Padre Ernesto
- Facundo Posincovich: Miguel Creu
- Luisina Quarleri: Notera
- Magela Zanotta: Clara

## Ficha técnica
- Dirección: Alberto Lecchi
- Guion: Daniel García Molt, Alberto Lecchi
- Montaje: Natacha Valerga
- Dirección de fotografía: Hugo Colace, Mariana Sourrouille
- Sonido: Javier Stavrópulos
- Vestuario:  Ana Markarian
- Peluquería: Daniela Deglise
- Maquillaje: Dolores Giménez
- Música: Iván Wyszogrod
- Productor: Alejandro Piñeyro
- Productoras: El Costado S.A., In Post We Trust S.A.